# Antoni Eugeniusz Dzierzbicki
Antoni Eugeniusz Dzierzbicki (ur. 1887 w Warszawie, zm. 15 czerwca 1959 tamże) – polski malarz, ilustrator, scenograf i plakacista.
Studia malarskie rozpoczął w Warszawskiej Klasie Rysunkowej
i kontynuował od 6 maja 1909 w klasie rysunkowej Monachijskiej Królewskiej Akademii Sztuk Pięknych u Gabriela von Hackla (1843–1926).
Swoje obrazy wystawiał od roku 1911 w warszawskiej „Zachęcie”, gdzie w roku 1917 odbyła się jego wystawa indywidualna.
W latach 1911–1912 przebywał w Paryżu, skąd powrócił do Warszawy. W latach 1915–1939 był członkiem warszawskiego Towarzystwa Zachęty Sztuk Pięknych.
Dzierzbicki oprócz malarstwa sztalugowego zajmował się projektowaniem plakatów, ekslibrisów i scenografii dla teatrów warszawskich, a także witraży dla krakowskiej wytwórni witraży Stanisława Gabriela Żeleńskiego. Tworzył też ilustracje książkowe.
Jego dzieła znajdują się w zbiorach warszawskiego Muzeum Narodowego.

## Wydawnictwa ilustrowane
- Edward Słoński: Jak to na wojence... : ilustr. Antoni Eugeniusz Dzierzbicki : Warszawa : Oficyna Wydawnicza Signum, 1981
- Polskiej dziatwie : ze zbiorów poezyj Kazimierza Laskowskiego (El'a) : ilustr. Antoni Eugeniusz Dzierzbicki : 1913